# Justin Mučedník
Justin Mučedník či Martyr (cca 100, Flavia Neapolis – 165, Řím) byl řecký křesťanský teolog a filosof, jeden z církevních Otců; je svatým katolické církve a pravoslavné církve, jehož svátek připadá na 1. června a je uveden v juliánském kalendáři spolu s ostatními světci: Mč. Justin Filosof a s ním další Justin, Evellpist a Jeraks, Peon, Valerian, Chariton a s ním Charita, žena a Justus; (+ 166).

## Život
Justin se narodil na přelomu 1. a 2. století n. l. ve Flavii Neapolské v Judeji. Jeho otec Priscus byl římským pohanem. Justin se přestěhoval do Efesu, kde se postupně zabýval význačnými řeckými filosofickými směry (stoicismus, aristotelismus, pythagorismus a konečně platónismus, u kterého několik let setrval). Po setkání s neznámým starcem na břehu moře, který prostými argumenty podkopal Justinovo přesvědčení o správnosti platónismu a obrátil jej na víru, konvertoval Justin ke křesťanství (křest přijal mezi léty 130–137). Poté se věnoval obraně a šíření křesťanské nauky mezi vzdělanými Řeky a Římany. Odešel do Říma, kde přednášel nauku, kterou považoval za pravou filosofii, a (zejména od roku 150) napsal několik filozofických spisů na obhajobu křesťanské nauky.

## Dílo a myšlení
Jeho dílo se skládá z převážně apologetických spisů:
- Dialog s Židem Tryfónem – vypráví o jeho životě a obrácení ke křesťanství
- První apologie
- Druhá apologie

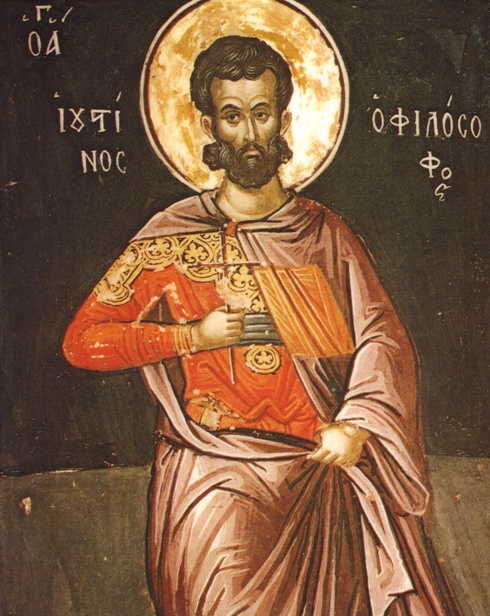
Svatý Justin Mučedník, Theofan Krétský

Apologie znamená obrana, zde konkrétně obrana víry; proto se církevní Otcové zejm. 2. století, kteří takové obrany psali, nazývají apologety. Jejich hlavním rysem je, že se snaží komunikovat s nekřesťanským světem argumenty akceptovatelnými i nekřesťany (tzn. nepřesvědčují pouze zjeveným Písmem, ale také filosofickými argumenty).
V Apologiích je vzácný úryvek, popisující starokřesťanskou eucharistickou bohoslužbu, kde je dobře patrná mimořádná úcta k posvěcenému chlebu, který se zde zřetelně odlišuje od chleba obyčejného.
Známá a zajímavá je Justinova úvaha nad logos spermatikos. Zjednodušeně ji můžeme reprodukovat následovně: Už ve starých filosofických systémech (platónismus, stoa) a náboženstvích (judaismus) můžeme již spatřit semínka (řec. spermata) Božího Slova. Ježíš Kristus však představuje vtělené Slovo (logos), a proto má křesťanství pravdu plnou, zatímco dřívější nauky mají z pravdy jen zlomky. Tato starobylá úvaha otevírá prostor pro mezináboženský dialog.
Jiná jeho slova z prvních apologet dokladují jeho stopu na hranici mezi světy křesťanů a pohanů:
| „ | Když říkáme, že on, Ježíš Kristus, náš učitel, byl zplozen bez pohlavního spojení, byl ukřižován a zemřel, a opět vstal, a vystoupil do nebe, nepředkládáme nic odlišného od toho, čemu věříte ohledně synů Jupitera. | “ |

## Justin jako jeden z prvních představitelů teologielogu
Pokud tvrdíme, že Justin je jeden z prvních představitelů teologie logu, pak o tom svědčí tento výrok :
„Jeho Syn, který jediný může být nazýván Synem v pravém slova smyslu, Slovo, jež existuje spolu s ním a je zplozeno přede všemi tvory, když na počátku skrze něho stvořil vše a dal tomu řád, je nazýván Kristus proto, že je pomazaný kvůli tomu, že skrze něho uspořádal všechno.“
Justin hovoří o „plození“, což je metafora z novozákonního christologického titulu „Syn“. Nauka o preexistenci Slova - Syna se inspiruje prologem Janova evangelia (srov. Jan 1,1–3), ale není s ním úplně totožná. Plození Syna je vázáno na Stvoření v tom smyslu, že Bůh - Otec nejprve zplodil Syna jako předpoklad svého stvořitelského díla. Slovo však jednoznačně preexistuje vzhledem ke svému narození z Marie, a proto je označováno jako „Bůh“. Vazba mezi plozením Slova a stvořením je v Justinově díle konstantou.

## Justinova smrt
Justin zemřel mučednickou smrtí za vlády Marca Aurelia. Byl udán filosofem Crescentiem za hlásání křesťanské nauky, zajat a předveden před římského prefekta Junia Rustica. Z výslechu jsou zachována akta, v nichž jsou uvedena Justinova slova: 
| „ | Pokusil jsem se studovat všechny dostupné filosofie, což mne nakonec přesvědčilo, že jen jediné učení je pravé. To, které vyznávají křesťané, že Bůh je Stvořitel a Pán veškerého tvorstva, že Ježíš Kristus podle proroctví přišel na svět, aby spasil člověka a naučil ho celé pravdě. | “ |

S dalšími odsouzenými byl zbičován a potom sťat. Jeho ostatky jsou uloženy u sv. Vavřince za hradbami Říma. V 18. století byla část jeho ostatků přenesena do loretánské kaple ve františkánském klášteře v Hájku u Červeného Újezda.

## Odkazy

Iustini opera, 1636